# Garrison (Maryland)
Garrison és una concentració de població designada pel cens dels Estats Units a l'estat de Maryland. Segons el cens del 2000 tenia 7.969 habitants.

## Demografia
Segons el cens del 2000, Garrison tenia 7.969 habitants, 3.459 habitatges, i 1.940 famílies. La densitat de població era de 986,2 habitants/km².
Dels 3.459 habitatges en un 25,7% hi vivien nens de menys de 18 anys, en un 42% hi vivien parelles casades, en un 10,8% dones solteres, i en un 43,9% no eren unitats familiars. En el 35,5% dels habitatges hi vivien persones soles el 6,3% de les quals corresponia a persones de 65 anys o més que vivien soles. El nombre mitjà de persones vivint en cada habitatge era de 2,19 i el nombre mitjà de persones que vivien en cada família era de 2,9.
Per edats la població es repartia de la següent manera: un 22% tenia menys de 18 anys, un 10,3% entre 18 i 24, un 34,4% entre 25 i 44, un 23,5% de 45 a 60 i un 9,8% 65 anys o més.
L'edat mediana era de 34 anys. Per cada 100 dones de 18 o més anys hi havia 94,9 homes.
La renda mediana per habitatge era de 56.520 $ i la renda mediana per família de 62.171 $. Els homes tenien una renda mediana de 45.286 $ mentre que les dones 37.472 $. La renda per capita de la població era de 36.236 $. Entorn del 4,6% de les famílies i el 5,8% de la població estaven per davall del llindar de pobresa.

## Poblacions més properes
El següent diagrama mostra les poblacions més properes.